# Borilačke vještine
Borilačke vještine, eng. martial arts, je sustav tradicija i vježbi čija je izvorna namjena bila priprema tijela i uma za borbu. U svojoj modernoj formi koristi se za održavanje tjelesne spremnosti, meditiranje te izgrađivanje osobe. Mnoge kulture svijeta kroz povijest stvorile su svoje sisteme za prenašanje borilačkih vještina, no trenutno najpopularnije i najrašireniji sistemi borilačkih vještina su one koje potječu iz azijskih zemalja: Koreja, Japan, Kina, Tajland i Filipini.  
Iako se borilačke vještine obično smatraju sustavom tjelesnih vježbi čiji borilački pokreti podsjećaju na borbu sa sjenama, poseban značaj im je u mističnoj ili duhovnoj dimenziji. Takve borilačke vještine vuku korijene iz budističkih učenja.
Neki primjeri azijskih borilačkih vještina su:
- aikido
- jujutsu
- karate
- ninjutsu
- kempo (chuan fa)
- kung fu
- Tai Chi Chuan
- kendo
- taekwondo
- arnis/eskrima/kali
- džudo
- kyokushin

Sve azijske borilačke vještine vuku korijene iz davne Indije kada je to bila vještina koje je služila primarno kao način ujedinjenja uma i tijela odnosno buđenja i usklađenja unutrašnje energije svakog čovjeka. Ta je pradavna vještina (sansk. Vajramukti) u svojoj osnovi meditacija u pokretu. Kroz povijest neke borilačke vještine su izbacile duhovni aspekt i počele su se prakticirati kao sport, pa se tako danas održavaju turniri iz Karatea, Tae Kwon Do-a itd.
Iz Indije borilačko umijeće širi se ostatkom Azije, te naposljetku dolazi do Kine, Koreje i Japana, gdje postaje način života. Iz tih zemalja "izvozi" se na zapad u 19. stoljeću.
U Europi borilačke vještine najbolje su bile razvijene u Grčkoj i Rimu, odakle i potječe do danas preživjela vještina grčko-rimskog stila hrvanja.

## Moderne borilačke vještine
Sve veća popularnost na zapadu (posebice u Europi i Americi) dovela je do pretvaranja većine tradicionalnih borilačkih vještina u sportove s jasno definiranim pravilima.
S vremenom nastaje potreba za vraćanjem borilačkih vještina u njihovu prvobitnu svrhu - samoobranu. Moderne borilačke vještine nastaju na temeljima "starih" (originalnih) borilačkih vještina, prilagođavajući ih modernim uvjetima, ili kombinirajući više raznih vještina u jedan zaokružen sistem samoobrane.
Neke moderne borilačke vještine nastale na "starijim" temeljima:
- Brazilski Jiu-Jitsu
- Dennis Survival Ju-Jitsu
- Realni Aikido

Neke moderne boriačke vještine nastale kombinirajući više različitih vještina ili stilova:
- sambo
- systema
- krav Maga
- nanbudo
- budokai
- urbana sistem
- mješovite borilačke vještine

## Vanjske poveznice
- Croring Portal Dnevno najnovije informacije iz svijeta borilačkih vještina
- Kendo Hrvatska  Arhivirana inačica izvorne stranice od 22. listopada 2007. (Wayback Machine)
- Kempo
- Karate savez Hrvatske
- Russian Martial Arts Split - Hrvatska
- Hrvatski Kyokushin Karate Savez